# 黒田直英
黒田 直英（くろだ なおひで）は、上総久留里藩の第3代藩主。久留里藩黒田家4代。
宝暦8年（1758年）4月25日、第2代藩主・黒田直亨の長男として江戸石原の下屋敷で生まれる。
はじめ父は初代藩主・直純の次男の直弘を養子として迎えていたが、安永5年（1776年）9月に直弘が病気を理由に家督相続を辞退したため、代わって世子に指名された。
安永6年（1777年）12月、従五位下、大和守に叙位・任官する。天明4年（1784年）、父の死去により家督を継ぐ。
藩財政再建に尽力するが、天明5年（1785年）に大坂加番に任じられて大坂に赴任していた最中の天明6年（1786年）7月18日、大坂城において死去した。享年29。跡を次男の直温が継いだ。

## 系譜
父母
- 黒田直亨（父）
- 為子、盛陽院 ー 有馬氏久の娘（母）

正室
- 品子、祇園院 ー 松平信礼の娘

子女
- 三五郎、生母は祇園院（正室）
- 黒田直温（次男）生母は祇園院（正室）
- 黒田直行（三男）